# Thailändische Badmintonmeisterschaft 1953
Die Thailändische Badmintonmeisterschaft 1953 fand in Bangkok statt. Es war die zweite Austragung der nationalen Meisterschaften von Thailand im Badminton.

## Titelträger
| Disziplin    | Sieger                                  |
| ------------ | --------------------------------------- |
| Herreneinzel | Thanoo Khadjadbhye                      |
| Dameneinzel  | Pratuang Pattabongse                    |
| Herrendoppel | Sunthorn Subabandhu Kamal Sudthivanich  |
| Damendoppel  | Supratra Kunakorn Lek Pullsuk           |
| Mixed        | Thanoo Khadjadbhye Pratuang Pattabongse |